# Fairchild K-20

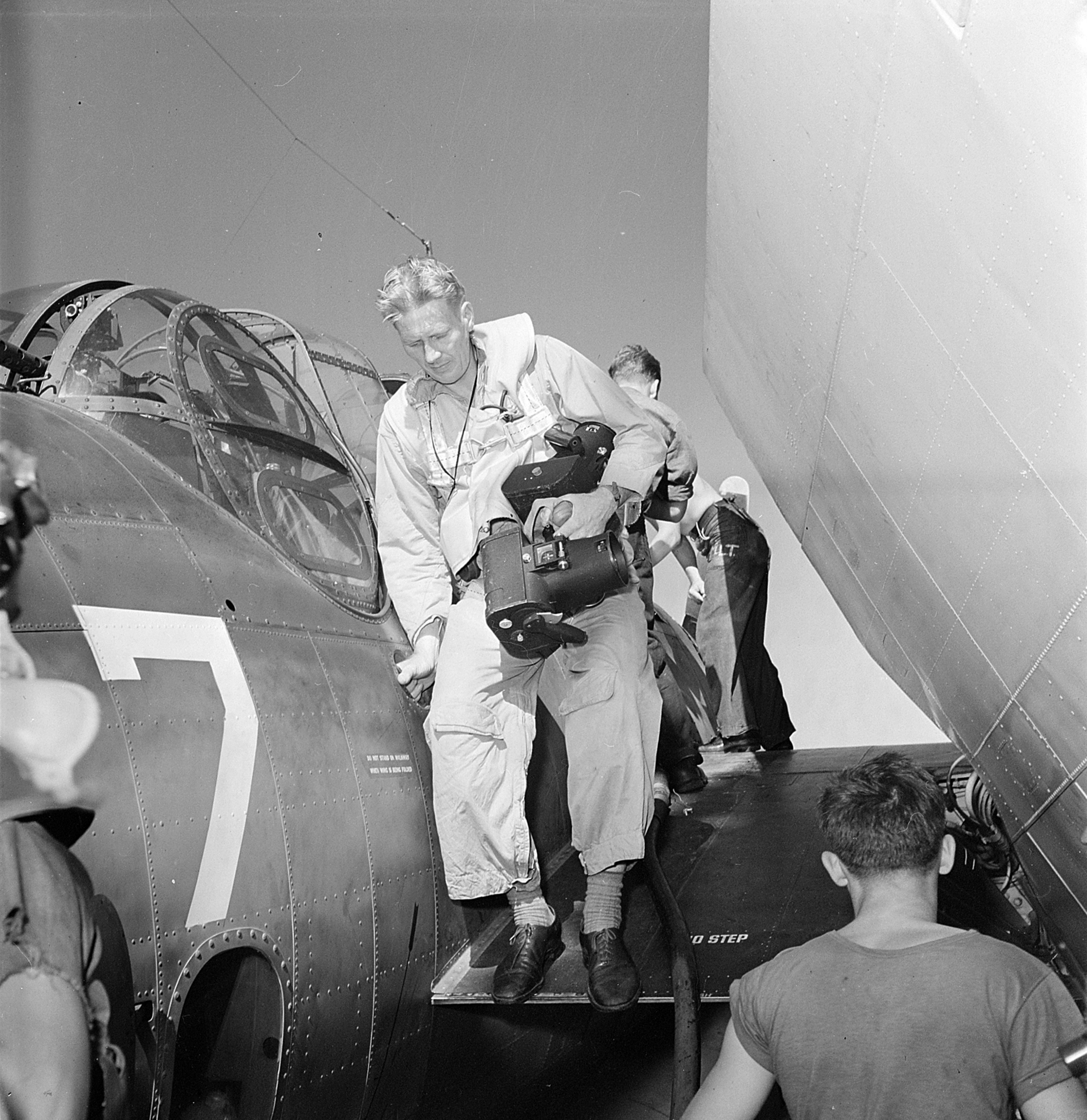
Charles E. Kerlee, člen Naval Aviation Photographic Unit, vystupuje z letadla se dvěma fotoaparáty Fairchild K-20

Fairchild K-20 byl letecký fotoaparát používaný během druhé světové války v letecké fotografii. Navrhla jej firma Fairchild pana Shermana Millse Fairchilda a vyráběl se pod licencí pro vojenské kontrakty. Přibližně 15 000 jich bylo vyrobeno ve společnosti Folmer Graflex v Rochesteru (New York) v letech 1941 – 1945. Používají 5.25" x 20 až 5.25" x 200 stopový svitkový film o velikosti políčka 4x5 palců. Objektivy byly 6 3/8" f/4,5 s nastavitelnou clonou, nevyměnitelné, vyráběné firmami Kodak, Ilex nebo Bausch & Lomb, podle dostupnosti v době objednávky. Zajímavým rysem bylo použití vakua na udržení filmu v plochém tvaru.
Typ K-20 pocházel z řady fotoaparátů:
- Folmer Graflex K20 Aircraft Camera
- Folmer Graflex K21 Aircraft Camera
- Folmer Graflex K25 Aircraft Camera